# Pierre Olivier Tremblay

Wappen von Pierre Olivier Tremblay als Weihbischof in Trois Rivières

Pierre Olivier Tremblay OMI (* 22. November 1970 in Montpellier) ist ein französischer Ordensgeistlicher und römisch-katholischer Bischof von Hearst-Moosonee in Kanada.

## Leben
Pierre Olivier Tremblay besuchte von 1983 bis 1988 das Collège Saint-Alexandre in Gatineau und von 1988 bis 1990 das Kleine Seminar Saint Augustin in Québec. Von 1990 bis 1993 studierte er Philosophie und Katholische Theologie an der Universität Laval in Québec. Nachdem Tremblay ein Diplom im Fach Katholische Theologie erlangt hatte, trat er am 12. August 1994 der Ordensgemeinschaft der Oblaten der Unbefleckten Jungfrau Maria bei und absolvierte das Noviziat. Er legte am 6. August 1995 in Vanier die zeitliche Profess ab. Nach weiterführenden Studien erwarb Tremblay 1997 an der Saint Paul University in Ottawa einen Abschluss im Fach Missionswissenschaft. Er legte am 23. August 1998 die ewige Profess ab und empfing am 22. Mai 1999 durch den Bischof von Churchill-Hudson Bay, Reynald Rouleau OMI, das Sakrament der Priesterweihe.
Tremblay war zunächst als Pfarrvikar in Chibougamau und Chapais tätig. 2003 setzte Pierre Olivier Tremblay seine Studien an der Universität Laval fort, an der er 2008 mit der Arbeit L’émergence d’une communauté chrétienne missionnaire. L’expérience du Tisonnier de Québec („Die Entstehung einer missionarischen christlichen Gemeinschaft. Die Erfahrung von ‚Le Tisonnier de Québec‘“) zum Doktor der Theologie in Praktischer Theologie promoviert wurde. Von 2007 bis 2010 wirkte er in der Ausbildung der Novizen seiner Ordensgemeinschaft, bevor er Pfarrer der Pfarrei Sacré-Cœur in Ottawa wurde. Ab 2016 war Tremblay Rektor der Basilika Notre-Dame-du-Cap in Trois-Rivières. Daneben gehörte er ab 2008 dem Provinzialrat der kanadischen Ordensprovinz der Oblaten der Unbefleckten Jungfrau Maria an.
Am 21. Mai 2018 ernannte ihn Papst Franziskus zum Titularbischof von Tinum und zum Weihbischof in Trois-Rivières. Der Bischof von Trois Rivières, Joseph Luc André Bouchard, spendete ihm am 22. Juli desselben Jahres in der Basilika Notre-Dame-du-Cap in Trois-Rivières die Bischofsweihe; Mitkonsekratoren waren der emeritierte Bischof von Trois Rivières, Martin Veillette, und der emeritierte Bischof von Churchill-Hudson Bay, Reynald Rouleau OMI. Sein Wahlspruch Un feu sur la terre („Feuer auf die Erde“) stammt aus Lk 12,49 . Als Weihbischof blieb Pierre Olivier Tremblay bis 2020 weiterhin Rektor der Basilika Notre-Dame-du-Cap in Trois-Rivières. Zudem fungierte er in der Versammlung der katholischen Bischöfe von Québec als Vorsitzender des Rates für die Evangelisation und das christliche Leben. Außerdem leitete Tremblay vom 27. Januar 2021 bis zum 8. April 2022 das Bistum Trois Rivières während der Zeit der Sedisvakanz als Diözesanadministrator.
Papst Franziskus bestellte ihn am 24. Juni 2022 zum Bischof von Hearst-Moosonee. Die Amtseinführung erfolgte am 24. August desselben Jahres.

## Schriften
- L’émergence d’une communauté chrétienne missionnaire. L’expérience du Tisonnier de Québec. Université Laval, Québec 2010, OCLC 1033214800.